# Vízesési-üreg
A Vízesési-üreg a Duna–Ipoly Nemzeti Parkban, a Pomázon lévő Holdvilág-árokban található egyik üreg.

## Leírás
A Holdvilág-árok időszakos vízesésénél, a vízesés vonalában, a sziklafal felső részén, a peremtől körülbelül három méterrel lejjebb van. A bejárata jól látszik alulról is, de a vízesés sziklafalán való feljutást könnyítő vaslétráról részben be is lehet látni az üregbe.
Az üregbe bejutni csak kötéllel lehet és bejárásakor célszerű ereszkedéssel megközelíteni a bejáratát.
A 90 centiméter széles és 170 centiméter magas bejárata nagyjából nyugat felé néz. A bejáratot egyetlen 3,5 méteres fülke követi, amely erősen lejt kifelé. A magassága viszont ennek ellenére fokozatosan nő, mert a mennyezet még erősebben emelkedik mint a talpszint. A legmagasabb rész a fülke belső harmadánál van és két méter magas. Az oldalfalakat szálbanálló, nagyobb lapilliket tartalmazó andezittufa, az alját és a mennyezetet kisebb-nagyobb kőtömbök laza halmaza alkotja.
Előfordul az üreg az irodalmában Vizesési-barlang (Eszterhás 1993) néven is.

## Kialakulás
A kialakulása valószínűleg úgy történt, hogy a vízesést alkotó sziklalépcső szélesebb résébe, amit az üreg mai oldalfalai jeleznek, korábban betelepült törmeléket a későbbi időszakos erózió és a kőzetkipergés alakította üreggé. A mennyezete egy-másfél méterrel van az időszakos vízesés felső patakmedre alatt, az azt alkotó kőtömbök helyzete igen labilis, így várható, hogy a közeljövőben felszakad, megsemmisül az üreg. Ha eközben személyi sérülés nem következik be, az csak a szerencsének lesz köszönhető.

## Kutatástörténet
1991-ben Ézsiás György írta le először. Az Eszterhás István által írt Magyarország nemkarsztos barlangjainak lajstroma című, 1993-ban készült kéziratban az olvasható, hogy a Visegrádi-hegységben, a 4900-as barlangkataszteri területen, Pomázon elhelyezkedő Vizesési-barlang andezitbreccsában jött létre. A barlang 2,5 m hosszú és 1 m magas. Az összeállításban fel van sorolva az a Magyarországon, nem karsztkőzetben kialakult, létrehozott 520 objektum (478 barlang és 42 mesterséges üreg), amelyek 1993 végéig ismertté váltak. Magyarországon 12 barlang, illetve mesterségesen létrehozott, barlangnak nevezett üreg alakult ki, lett kialakítva andezitbreccsában. A Visegrádi-hegységben 33 barlang jött létre nem karsztkőzetben.
1997-ben Eszterhás Istvánék vizsgálták meg részletesen az üreget. A 2001. november 12-én készült Magyarország nemkarsztos barlangjainak irodalomjegyzéke című kézirat barlangnévmutatójában szerepel a Vízesési-üreg. A barlangnévmutatóban fel van sorolva 3 irodalmi mű, amelyek foglalkoznak az üreggel. A 364. és a 366. tételek nem említik, a 363. és a 365. tételek említik. A 2014. évi Karsztfejlődésben megjelent tanulmányban az olvasható, hogy a Visegrádi-hegység 101 barlangjának egyike a Pomázon található Vízesési-üreg, amely 3,5 m hosszú és 2 m magas.